# Canton de Toulon-9
Le canton de Toulon-9 est un ancien canton français situé dans le département du Var et la région Provence-Alpes-Côte d'Azur.

## Géographie
Ce canton était organisé autour de Toulon dans l'arrondissement de Toulon. Son altitude variait de 0 m (Toulon) à 589 m (Toulon) pour une altitude moyenne de 1 m.

## Histoire
Canton créé en 1973 (décret du 2 août 1973) - Division des cantons Toulon-1, 3, 4 et 5).

## Administration
| Période | Période | Identité            | Étiquette | Qualité                                                                      |
| ------- | ------- | ------------------- | --------- | ---------------------------------------------------------------------------- |
| 1973    | 1979    | M. Mattei           | RPR       | Médecin                                                                      |
| 1979    | 1998    | Paul Orsini         | UDF-PR    | Adjoint au Maire de Toulon                                                   |
| 1998    | 2004    | Danielle Daumas     | PCF       | Employée de la Défense Nationale                                             |
| 2004    | 2015    | Jean-Guy Di Giorgio | UMP       | Commercial Adjoint au maire de Toulon Elu en 2015 dans le Canton de Toulon-4 |

## Composition
Le canton de Toulon-9 groupe 1 commune et compte 14 554 habitants (recensement de 2010 sans doubles comptes).
| Communes                                          | Population (2012) | Code postal | Code Insee |
| ------------------------------------------------- | ----------------- | ----------- | ---------- |
| Toulon (chef-lieu du canton), fraction de commune | 14 554            | 83000       | 83137      |

## Démographie
| 1962 | 1968 | 1975 | 1982 | 1990   | 1999   | 2006   | 2009 |
| ---- | ---- | ---- | ---- | ------ | ------ | ------ | ---- |
| -    | -    | -    | -    | 15 919 | 15 692 | 15 555 | -    |